# Castelo Drum
O Castelo Drum localiza-se perto de Drumoak em Aberdeenshire, na Escócia.Durante séculos, foi a sede do chefe do Clã Irvine.
O castelo e seus jardins foram concedidas a William de Irwyn,em 1325 por Robert de Bruce,e manteve-se na posse do Clã Irvine até 1975.
Hoje, o castelo é propriedade do National Trust for Scotland e está aberto durante todos os meses de verão.A capela,refeitório e imóveis podem ser alugados para casamentos e eventos corporativos.Uma variedade de eventos locais,como carros clássicos,comícios e festas musicais também ocorrem aqui.Há também uma pequena loja e um salão de chá dentro do castelo.